# Litva na Letních olympijských hrách 2008
Litva se účastnila Letní olympiády 2008. Zastupovalo ji 71 sportovců (44 mužů a 27 žen) v 16 sportech.

## Medailisté
| Medaile | Jméno                  | Sport           | Soutěž                      |
| ------- | ---------------------- | --------------- | --------------------------- |
| Stříbro | Edvinas Krungolcas     | Moderní pětiboj | muži                        |
| Stříbro | Gintare Volungevičiūtė | Jachting        | muži třída Laser Radial     |
| Bronz   | Virgilijus Alekna      | Atletika        | Muži hod diskem             |
| Bronz   | Mindaugas Mizgaitis    | Zápas           | muži řecko-římský do 120 kg |
| Bronz   | Andrejus Zadneprovskis | Moderní pětiboj | muži                        |